# John Veron
John Veron (né en 1945 à Sydney), également connu sous les noms J. E. N. Veron et Charlie Veron, est un biologiste australien spécialisé dans l'étude des coraux et récifs coralliens. Il est surnommé le « grand-père des coraux. »
Il a été le scientifique en chef (en) à l'Australian Institute of Marine Science (en). Il a nommé environ 20 % des récifs coralliens et créé un système taxonomique pour les coraux utilisé dans le monde entier. Il a découvert et délimité le Triangle du corail et introduit le concept de reticulate evolution (en) dans le monde marin.
Depuis 2008, avec trois autres collègues, il maintient un site web en libre accès à propos de la taxonomie, la biogéographie et l'identification des coraux. Le site donne également accès au programme Coral Geographic.
Veron est également un militant écologiste.[réf. souhaitée]

## Ouvrages
Veron a écrit plusieurs livres, dont :
- A Reef in Time: the Great Barrier Reef from Beginning to End (Harvard University Press), (2000)
- Corals of the World (three volumes, Australian Institute of Marine Science)
- Corals in Space and Time (Cornell University Press) (1995)

Il est également le principal auteur de sept monographies sur la taxonomie et la biogéographie corallienne. 

## Distinctions
Veron a reçu plusieurs distinctions pour son travail telles que :
- le Scientific Diving Lifetime Achievement Award de l'American Academy of Underwater Sciences (en) ;
- la Médaille Darwin de l'International Society of Reef Studies ;
- la Silver Jubilee Pin de l'Australian Marine Sciences Association.